# New Radicals
New Radicals var en amerikansk musikgruppe der blev dannet i 1997, og allerede opløst i 1999. Gruppen stod bag 1999-hittet "You Get What You Give". Gruppen var kendt for sine ret venstre-ekstremistiske meninger i deres tekster. I deres største hit langede de meget ud efter liberalister. Gregg Alexander var både sanger og sangskriver i gruppen.